# Museo Tarahumara de Arte Popular
El Museo Tarahumara de Arte Popular es un museo mexicano, ubicado en la antigua estación de tren en Creel (Chihuahua) cuyo propósito es dar una muestra del ambiente social, natural e histórico de la Sierra Tarahumara.

## Historia
El inmueble que alberga el museo fue construido como estación de trenes en 1956 y remodelado en 1996 por el proyecto arquitectónico de Guillermo Lozano. La obra fue concluida dos años después y el 13 de junio de 1998 abrió sus puertas. Su museografía data de finales de los noventa y el contenido principal eran la historia de la fundación de Creel, considerada la Capital de la Sierra Tarahumara, la vida de los rarámuri y las piezas ganadoras de los primeros concursos de artesanía de la zona serrana.
A partir de 2017 empezó un proceso de remodelación tanto para integrar una sala de exposiciones temporales dedicada a exhibir el trabajo de artistas y talentos de la comunidad, como para remodelar la infraestructura de muros, cableado eléctrico, pisos,  y así rescatar el inmueble que data de mediados del siglo XX.
En la reapertura Sewá (Flor) Morales, traductora de los textos de sala al rarámuri, expresó el deseo de que el museo se convirtiera en "un punto de partida para integrar de manera más profunda a la gente que vive en los alrededores".

## Sede
El museo se ubica en la antigua estación del ferrocarril en Creel (Chihuahua). En la misma sede cuenta con una tienda de artesanías y de música de artistas de la región, como la del pianista Romeyno Gutiérrez. 

## Colecciones
El recinto contiene una muestra de la riqueza artesanal de la cultura rarámuri: alfarería, talla en madera, textiles, cuero y cestería ("wares", en rarámuri). Se destacan las piezas originarias de Mata Ortiz, pueblo alfarero heredero de la cultura clásica de la ciudad preshispánica de Paquimé.
También cuenta con una exposición permanente de  las fotografías de Gerard Tournebize.

El museo tiene también el propósito de dar a conocer la cultura inmaterial y promueve los versos de poetas rarámuris como Martín Makáwi como los que dicen:
Ké tási olemá jú [No es una estrella fugaz]
mapu mu rajáa lé okólale: [eso que brilla entre los pinos]
pe chu’yá jú. [¡es un pájaro azul!]
También se comparte información biográfica sobre autores como Ro'lólisi (Dolores) Batista,  poeta, ensayista, traductora y promotora social rarámuri, o sobre los deportes que practica la comunidad, como la "ariweta" un juego tradicional rarámuri que sólo juegan las mujeres o el rarajípame o carrera de bola, el cual puede ser jugado por hombres de cualquier edad y que onsiste en correr entre veredas de las montañas, pateando una pelota de madera en dos equipos de dos a cinco miembros cada uno.